# Relaciones Canadá-Costa Rica
Las relaciones Canadá-Costa Rica se refieren a las relaciones internacionales que existen entre Costa Rica y Canadá.
Las relaciones consulares entre Costa Rica y Canadá se iniciaron en 1920, con el nombramiento de Víctor Emilio Echeverría Velázquez como Vicecónsul honorario de Costa Rica en Montreal. El primer convenio bilateral fue el modus vivendi comercial Echandi-Brown, suscrito el 18 de noviembre de 1950. El primer Embajador del Canadá en San José fue Jean-Louis Delisle, quien presentó credenciales en junio de 1961.
Canadá y Costa Rica han disfrutado de relaciones bilaterales por más de 60 años, cuya base ha sido una asociación en asistencia para el desarrollo, cooperación en asuntos multilaterales e iniciativas internacionales, incremento en comercio e inversiones a través del Tratado de Libre Comercio Canadá-Costa Rica y otros lazos basados en el turismo, el intercambio de estudiantes y la inmigración.
Los gobiernos de Canadá y Costa Rica mantienen un diálogo cercano en asuntos internacionales tanto en la Organización de las Naciones Unidas como en otros foros multilaterales y contextos regionales. Canadá apoyó fuertemente el proceso de paz centroamericano liderado por el presidente Arias de Costa Rica en su primera administración presidencial en los años 80, un proceso que exitosamente logró terminar con el periodo de conflicto que existía en la región. Ambos países han aunado también esfuerzos para promover importantes iniciativas tales como la Convención de Ottawa sobre Minas Terrestres, la Corte Penal Internacional y, más recientemente, la iniciativa para prohibir las bombas de racimo a través del proceso de la Conferencia de Dublín.

## Relaciones diplomáticas
- Canadá tiene una embajada en San José.[2]
- Costa Rica tiene una embajada en Ottawa.[3]